# Bacilární úplavice
Bacilární úplavice také označována jako shigelóza (lat. shigellosis) je akutní infekční onemocnění trávicí soustavy, jehož původcem jsou gramnegativní tyčinkovité bakterie rodu Shigella, z nichž se nejčastěji jedná o Shigella dysenteriae.
Jde stejně jako u cholery o výlučně lidské onemocnění, přenašečem je tedy jiný člověk. K přenosu dochází alimentární cestou přes potraviny nebo pitnou vodu. Mouchy mohou přenést infekční materiál na krátké vzdálenosti. Jde o extrémně nakažlivou chorobu.
Prevence: izolace nemocných, pravidelné kontroly pracovníků v potravinářství, mytí rukou, tepelná úprava potravin a vody, ochrana jídla před mouchami.

## Průběh a příznaky choroby
Inkubační doba je obvykle jeden až dva dny. Bakterie napadají tlusté střevo a vytvářejí nebezpečné toxiny. Charakteristické příznaky jsou svíravé bolesti břicha, křeče a vodnaté průjmy s příměsí krve a hlenu. Hrozí silná dehydratace a u extrémně těžkých případů protržení střevní stěny. V České republice je tato forma onemocnění vzácná.[zdroj⁠?!] Diagnostikuje se pomocí kultivace původce choroby.

## Léčba a prognóza
Léčba se provádí pomocí Endiaronu (u lehčích případů), nebo za pomoci antibiotik. Důležitá je dieta a nahrazování ztracených tekutin.